# Gene Cichowski
Eugene W. Cichowski (ur. 20 maja 1934 w Chicago, zm. 24 marca 2025) – amerykański futbolista. Po ukończeniu Indiana University w latach 1957–1959 grał na pozycji cornerbacka w National Football League dla drużyn Pittsburgh Steelers, gdzie rozegrał 14 na 15 spotkań w sezonie oraz Washington Redskins.